# 명주 민란
명주 농민반란(溟州農民叛亂) 또는 명주 민란(溟州民亂)은 고려 무신정권 때 명주에서 일어난 농민의 반란이다.
1199년(신종 2년) 명주에 초적(草賊)이 일어나 삼척·울진을 함락시키고 동경의 반란군과 합세하여 주·군을 약탈하였다. 조정은 이들을 회유하기 위하여 오응부(吳應夫)·송공작(宋公綽)을 명주에, 조통(趙通)과 한지(韓祗)를 동경에 보내 위로하였다. 이에 초적의 괴수 김순(金順)·금초(今草) 등이 항복하니, 조정은 그들을 후히 대접했다.

## 같이 보기
- 동경 민란
- 김사미·효심의 난
- 정방의의 난 (진주 민란)